# Jo Nesbø
Jo Nesbø (Oslo, 29 de març del 1960) és un escriptor i músic noruec. El 1997, la seva primera novel·la Flaggermusmannen va ser guardonada amb el premi Riverton a la millor novel·la negra noruega i el premi Grassnøkkelen a la millor novel·la negra dels països nòrdics. Els seus llibres s'han traduït a més de 40 idiomes.
Nesbø va néixer, i actualment viu, a Oslo, però va criar-se a Molde. Va estudiar Economia i Negocis a l'escola Norges Handelshøyskole. És principalment conegut per les seves novel·les de gènere policíac sobre l'inspector Harry Hole, però també és el cantant del grup de rock Di Derre. A més de les novel·les de la sèrie detectivesca amb l'inspector Harry Hole, també ha començat una línia infantil/juvenil sobre el doctor Proctor (Doktor Proktor), un científic boig, inventor.

### Novel·les de la sèrie de Harry Hole (novel·la negra)
Sèrie de novel·la detectivesca protagonitzada per l'inspector Harry Hole:
1. 1997 – Flaggermusmannen (edició catalana: El ratpenat, traducció de Meritxell Salvany i Balada, Proa, 2015)
2. 1998 – Kakerlakkene (edició catalana: Escarabats, traducció de Meritxell Salvany i Balada, Proa, 2015)
3. 2000 – Rødstrupe (edició catalana: El pit-roig, traducció de Laia Font i Mateu, Proa, 2008)
4. 2002 – Sorgenfri (edició catalana: Nèmesi, traducció de Laia Font i Mateu, Proa, 2009)
5. 2003 – Marekors (edició catalana: L'estrella del diable, traducció de Laia Font i Mateu, Proa, 2010)
6. 2005 – Frelseren (edició catalana: El redemptor, traducció de Laia Font i Mateu, Proa, 2012)
7. 2007 – Snømannen (edició catalana: El ninot de neu, traducció de Laia Font i Mateu, Proa, 2013)
8. 2009 – Panserhjerte (edició catalana: El lleopard, traducció de Laia Font i Mateu, Proa, 2014)
9. 2011 – Gjenferd (edició catalana: L'espectre, traducció de Meritxell Salvany i Balada, Proa, 2015)
10. 2013 – Politi (edició catalana: Policia, traducció de Meritxell Salvany i Balada, Proa, 2016)
11. 2017 – Tørst (edició catalana: La set, traducció de Meritxell Salvany i Balada i Núria Parés Sellarès, Proa, 2017)
12. 2019 – Kniv (edició catalana: Ganivet, traducció de Meritxell Salvany i Balada, Proa, 2019)
13. 2023 – Killing Moon(edició catalana: Eclipsi, traducció de Laura Segarra Vidal, Proa, 2023)

### Novel·les de la sèrie del doctor Proktor
Sèrie sobre el doctor Proktor, inventor estrambòtic:
- 2007 – Doktor Proktors Prompepulver (edició catalana: El doctor Proctor i les pólvores tirapets, traducció de Meritxell Salvany i Balada, La Galera, 2013)
- 2008 – Doktor Proktors Tidsbadekar (edició catalana: El doctor Proctor i la banyera del temps, traducció de Meritxell Salvany i Balada, La Galera, 2013)
- 2010 – Doktor Proktor og verdens undergang. Kanskje (edició catalana: El doctor Proctor i la fi del món. O no, traducció de Meritxell Salvany i Balada, La Galera, 2014)
- 2012 – Doktor Proktor og det store gullrøveriet (edició catalana: El doctor Proctor i el gran robatori, traducció de Meritxell Salvany i Balada, La Galera, 2015)
- 2016 – Kan Doktor Proktor redde jula? (pendent d'edició catalana: Pot el Doctor Proctor salvar el Nadal?)

### Novel·les de la sèrie d'Olav Johansen
- 2015 - Blod på snø (edició catalana: Sang a la neu traducció de Laura Segarra i Vidal, Proa, 2020)
- 2015 - Mere blod (Sol de sang, encara que publicada en anglès sota el títol Midnight Sun, traducció de Laura Segarra i Vidal, Proa, 2020)[3]

### Altres
- 1999 – Stemmer fra Balkan/Atten dager i mai (amb Espen Søbye, documental)
- 2001 – Karusellmusikk (contes)
- 2007 – Det hvite hotellet
- 2008 – Hodejegerne (edició catalana: Headhunters, traducció de Laia Font i Mateu, Proa, 2012)
- 2014 – Sønnen (edició catalana: L'hereu, traducció de Meritxell Salvany i Balada, Proa,2018)
- 2018 – Macbeth (edició catalana: Macbeth, traducció de Jordi Boixadós, Proa, 2018)
- 2020 – Kongeriket (edició catalana: El regne, traducció de Laura Segarra Vidal, Proa
- 2024 – The night house(edició catalana: La casa de la nit, traducció de LaBlood ties(a, Proa
- 2024 – Blood ties(edició catalana: El rei d'Os, traducció de Laura Segarra Vidal, Proa

## Discografia

### s individuals
- Karusellmusikk (2001)

### Àlbums amb el grup Di Derre
- Den Derre med Di Derre (1993)
- Jenter & sånn (1994)
- Gym (1996)
- Slå meg på! (Popmusikk) (1998)
- Di beste med Di Derre (2006)

## Premis i nominacions
- Rivertonprisen 1997, per Flaggermusmannen
- Glassnøkkelen 1998, per Flaggermusmannen
- Bokhandlerprisen 2000, per Rødstrupe
- Mads Wiel Nygaards legat 2002
- Tidenes beste norske krimroman, kåring i Nitimen 2004, per Rødstrupe
- Bokhandlerprisen 2007, per Snømannen
- Den norske leserprisen 2007, per Snømannen
- Den norske leserprisen 2008, per Hodejegerne
- Palle Rosenkrantz-prisen 2009, per Panserhjerte